# Vaticaans Apostolisch Archief

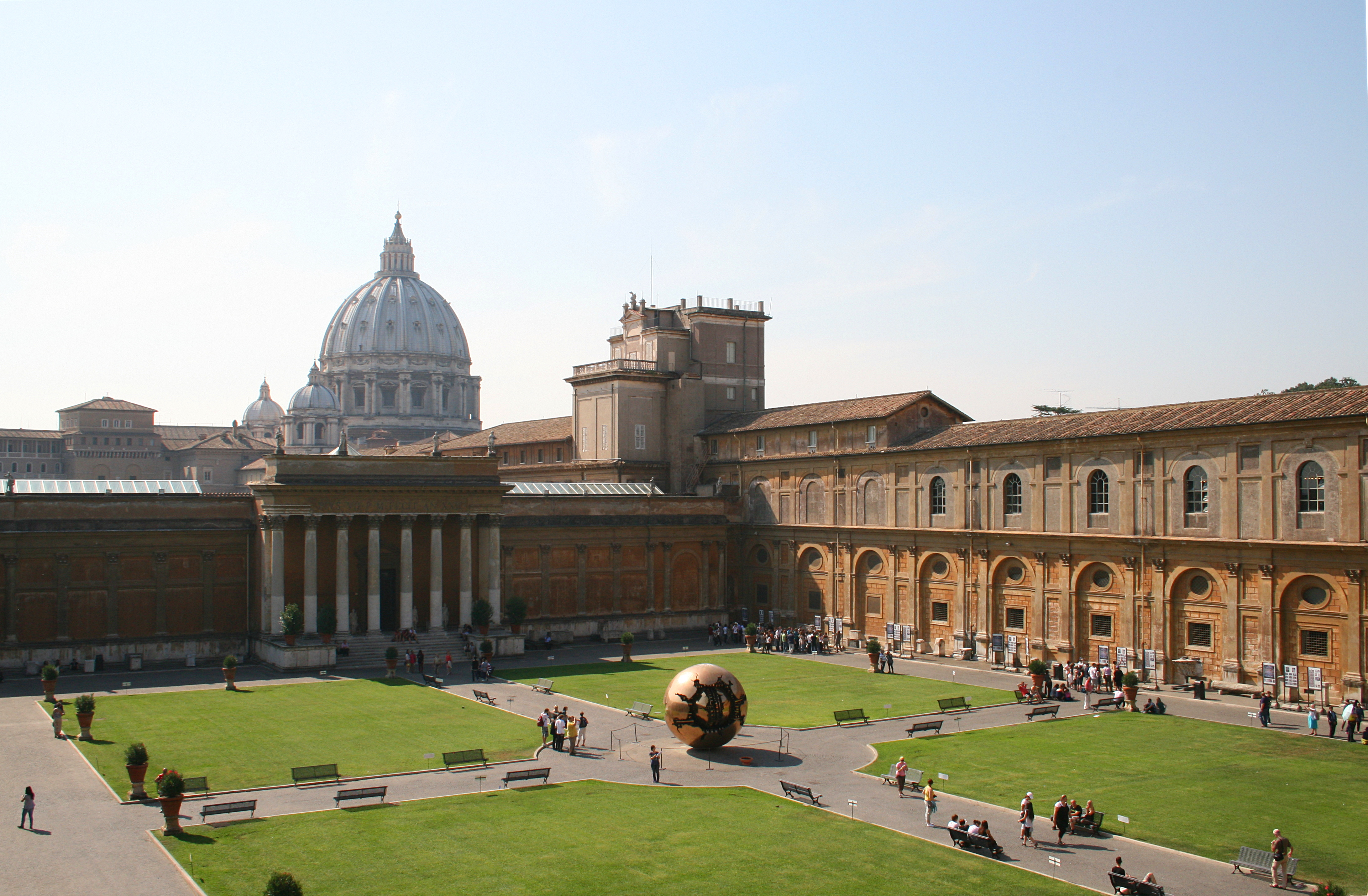
De Cortile della Pigna, waaronder zich het grootste deel van het Vaticaans Apostolisch Archief bevindt

Het Vaticaans Apostolisch Archief, Latijn: Archivium Apostolicum Vaticanum, voorheen bekend als het Vaticaans Geheim Archief gelegen in Vaticaanstad, is de centrale bewaarplaats van alle akten uitgevaardigd door de Heilige Stoel. Deze archieven bevatten ook de staatsdocumenten, briefwisseling, pauselijke verslagen en veel andere documenten die de Kerk gedurende eeuwen heeft verzameld. Deze zijn voor een groot deel door de nuntiaturen verzameld en naar het Vaticaan gestuurd.
Het grootste deel van het archief wordt bewaard in een betonnen kubus die de bunker wordt genoemd. Deze bevindt zich onder de Cortile della Pigna, een terras net achter de ingang van de Vaticaanse Musea. In totaal wordt er nu zo'n 85 kilometer archiefstukken bewaard. De voormalige naam Archivio Segreto betekent niet alleen geheim archief, maar ook Privé archief.

## Geschiedenis
De geschiedenis van het archief gaat eigenlijk terug tot het jaar 313, toen de Romeinse keizer Constantijn de Grote in het Edict van Milaan het christendom legaliseerde. Vanaf dat moment beschikte de paus over het archief sacra scrinia. Alle stukken uit deze tijd zijn verloren gegaan door branden en plunderingen.
Lange tijd lag het archief opgeslagen in de Vaticaanse Bibliotheek, maar in 1612 besloot paus Paulus V om het Archivio Segreto elders onder te brengen. Vanaf dat moment tot in de late 19e eeuw bleef het archief gesloten voor buitenstaanders, wat tot gevolg had dat er gespeculeerd werd over de geheimen die er misschien verborgen lagen.
Het archief werd mondjesmaat voor het publiek toegankelijk. Ook geleerden van naam en faam werden slechts zeer beperkt toegelaten. Ludwig von Pastor was de eerste die in grote mate gebruik mocht maken van het archief voor zijn werk over de geschiedenis van de pausen. Paus Leo XIII maakte in de jaren 1880 het archief ook toegankelijk voor niet-clerici, met die beperking dat alleen stukken van voor 1815 geraadpleegd mochten worden. Hierna werd het de gewoonte om het archief per pontificaat (de periode waarin een paus regeerde) toegankelijk te maken maar dan wel minstens 70 jaar na de dood van de betreffende paus:
- In 1924 werden alle documenten tot en met het pontificaat van paus Gregorius XVI († 1 juni 1846) toegankelijk gemaakt.
- In 1966 volgden alle documenten uit het pontificaat van paus Pius IX († 7 februari 1878).
- In 1978 waren de documenten uit het pontificaat van paus Leo XIII († 20 juli 1903) aan de beurt.
- In 1985 volgden de documenten uit het pontificaat van paus Pius X († 20 augustus 1914).
- Op 20 februari 2002 nam paus Johannes Paulus II de uitzonderlijke beslissing om een aantal documenten van de Historische Archieven van de Segreteria di Stato bekend te maken. Hij deed dit om een einde te maken aan de speculaties over de relaties van het Vaticaan met Duitsland gedurende het pontificaat van paus Pius XI (1922-1939).[3]
- In juni 2006 gaf paus Benedictus XVI toestemming voor de volledige opening van het archief tot aan het pontificaat van Pius XI († 10 februari 1939).[4]

Documenten in het archief mogen wel worden ingezien maar niks hieruit mag gekopieerd worden. Het boek Het Bernini Mysterie en de verfilming Angels & Demons hebben sterk bijgedragen aan de bekendheid van het archief. Sinds die tijd is het aantal verzoeken om informatie sterk toegenomen.

## Collecties
Het archief bestaat uit meer dan 650 collecties. Meestal ingedeeld naar periode en regio. Van de eens aanwezige documenten uit de tijd van het Romeinse Rijk, de late oudheid en daaropvolgende vroege middeleeuwen is, door branden en plunderingen, voor zover bekend niets bewaard gebleven. Het oudste bewaarde document gaat terug tot het einde van de 8e eeuw. Van die periode is ook niet veel bewaard gebleven. Pas over de tijd vanaf 1198 beschikt het archief over vollediger informatie. Het bevat onder andere het Dictatus papae, het stuk met de claims voor de pauselijke macht van paus Gregorius VII, het verzoek van Hendrik VIII om zijn huwelijk te ontbinden en alle bijbehorende processtukken, brieven van Michelangelo en talloze andere belangrijke stukken.

## Archivarissen van het Vaticaans Apostolisch Archief
- Giuseppe Garampi (1751-1772)
- Agostino Ciasca (1891-1893)
- Luigi Galimberti (1894-1896)
- Francesco Segna (1896-1908)
- Francesco Salesio della Volpe (1908-1911)
- Francis Aidan Gasquet (1917-1929)
- Franziskus Ehrle (1929-1934)
- Giovanni Mercati (1936-1957)
- Eugene-Gabriel-Gervais-Laurent Tisserant (1957-1971)
- Antonio Samorè (1974-1983)
- Alfons Stickler (1983-1988)
- Antonio María Javierre Ortas (1988-1992)
- Luigi Poggi (1992-1998)
- Jorge María Mejía (1998-2003)
- Jean-Louis Tauran (2003-2007)
- Raffaele Farina (2007-2012)
- Jean-Louis Bruguès (2012-2018)
- José Tolentino de Mendonça (2018-2022)
- Angelo Zani (2022-2025)
- Giovanni Pagazzi (2025-heden)

## Prefecten van het Vaticaans Apostolisch Archief
- Martino Giusti (1955-1984)
- Josef Metzler (1984-1995)
- Sergio Pagano (1997-2024)
- Rocco Ronzani O.S.A.(2024-heden)